# カラフルカンパニー
株式会社カラフルカンパニー（英称：Colorful Company Inc.）は、石川県金沢市に本社を置く日本の出版社。1978年創業、会社設立は1983年4月22日。株式会社クイック（大阪府大阪市北区）のグループ企業である。

## 沿革
- 1978年 - 会社創業（教育事業を開始）
- 1983年4月22日 - 株式会社金沢教育センター設立。
- 1985年 - 人材派遣事業を開始。
- 1986年 - 月刊の生活情報誌（フリーペーパー）『金沢くらしの情報』創刊。
- 1989年 - 株式会社ケー・シー・シーに商号変更、富山支店・福井支店開設。
- 1991年 - 新潟支店開設。
- 1993年 - 結婚情報誌『結婚賛歌』（後に北陸版に改称）創刊。
- 1995年 - 『金沢くらしの情報』を週刊化した『金沢情報』創刊。
- 1996年 - 『結婚賛歌』新潟版、住宅情報誌『ハウジングパル』創刊。
- 1998年 - 『富山情報』、『新潟情報』創刊。
- 1999年 - OLを対象にした情報誌『a・haha』創刊。
- 2001年 - 『福井情報』創刊（2006年に『FJ』と改称）。
- 2003年 - 株式会社クイックのグループ企業に移行。
- 2004年 - 『ハウジングパル』を『マイホームいしかわ』に改称。
- 2005年 - 本社内にブライダルサロン開設。
- 2014年7月7日 - 株式会社カラフルカンパニーに商号変更。

## 事業所
石川本社
- 石川県金沢市玉鉾三丁目29番地

支店
- 富山（富山県富山市）、新潟（新潟県新潟市中央区）

営業所
- 福井（福井県福井市）、高岡（富山県高岡市）

## 主な事業内容
- 編集出版事業
- インターネット事業
  - 求人検索サイトIndeedの北陸地区代理店となっている。
- ポスティング事業
- コンシェルジュ事業

## 主な出版物

### 現在の出版物
現在の出版物は、公式サイトの編集・出版事業を参照。
フリーペーパー
- 金沢情報
- 富山情報
- 高岡情報
- 新潟情報
- Link
- machiL

雑誌（季刊誌・ムック）
- 家づくりナビ
- 結婚賛歌（雑誌表記は結婚SANKA）
- Lunch Fan! - 日本各地で発行されている『ランチパスポート』のサービス対象外となっている。

### 過去の出版物
フリーペーパー
- COCCHA

雑誌
- 金沢 千円で飲める店
- 富山 千円で飲める店

## 出版物の発売・配布地域
フリーペーパー
- 金沢情報[2]：金沢市の一部、野々市市の全域、河北郡内灘町・津幡町の各一部、白山市の一部（旧松任市のみ）
- 富山情報[3]：富山市の一部（旧婦負郡山田村を除く）、射水市の一部（旧射水郡小杉町の一部）
- 高岡情報[4]：高岡市の一部（旧高岡市のみ）、射水市の一部（旧射水郡大島町・大門町の各一部）
- 新潟情報[5]：新潟市中央区の一部、同市西区の一部（旧西蒲原郡黒崎町も含む）、同市東区の一部、同市江南区の一部（旧中蒲原郡亀田町のみ）

雑誌
- 家づくりナビ・結婚賛歌：石川県・富山県・福井県
- Lunch Fan!：石川県